# Paulus-Kirche (Berlin-Zehlendorf)

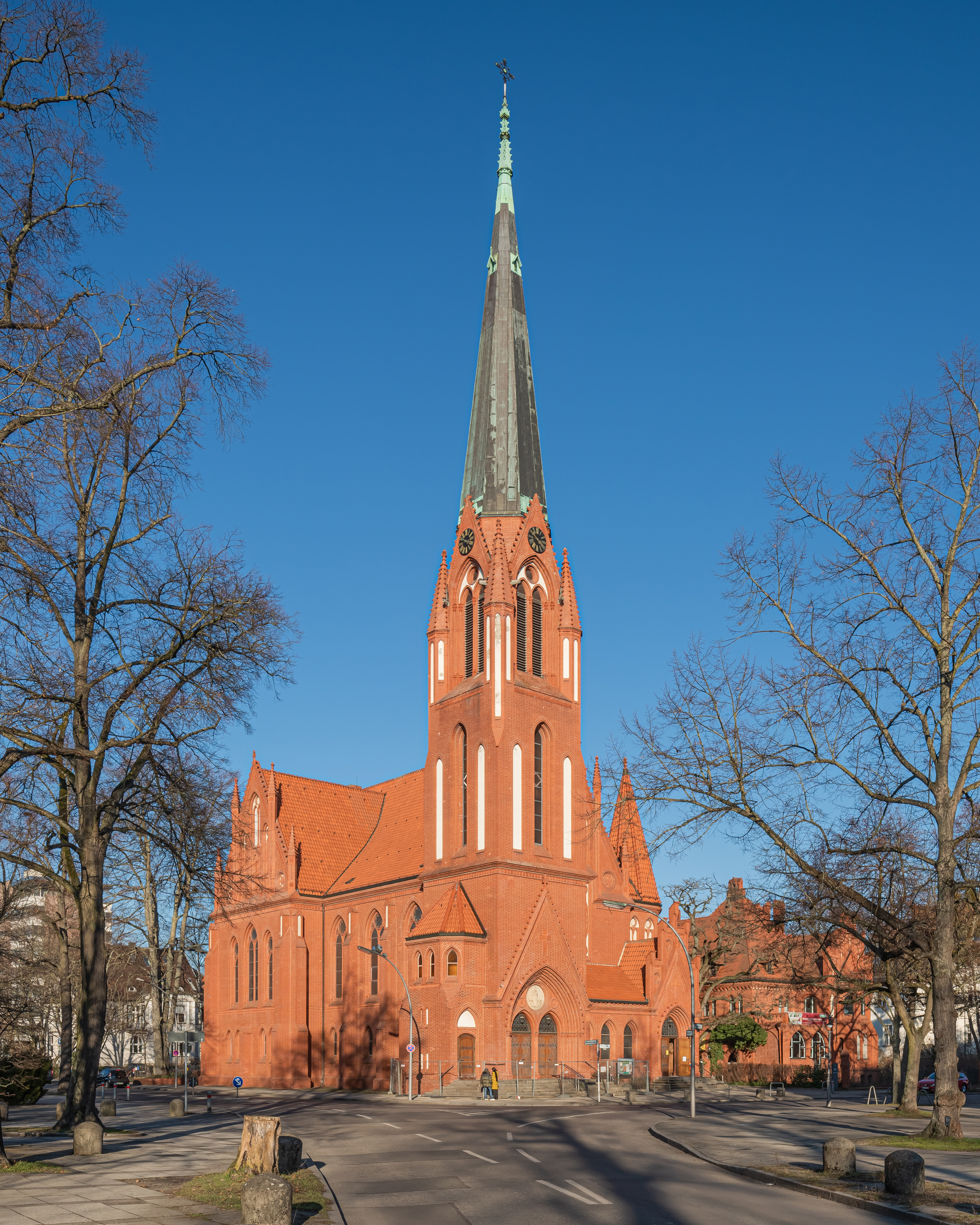
Pauluskirche Zehlendorf

Die evangelische  Pauluskirche  im Berliner Ortsteil Zehlendorf wurde 1903–1905 nach den Plänen von Hubert Stier errichtet und am 1. Oktober 1905 eingeweiht. Der Bau, dessen Grundriss asymmetrisch ist, wurde in den Formen märkischer Backsteingotik aus roten Ziegeln ausgeführt. Östlich der Kirche wurde auf demselben Grundstück das Pfarrhaus erbaut, dessen Baustil dem der Kirche entspricht. Die Gesamtanlage aus Kirche und Pfarrhaus steht unter Denkmalschutz.

## Geschichte

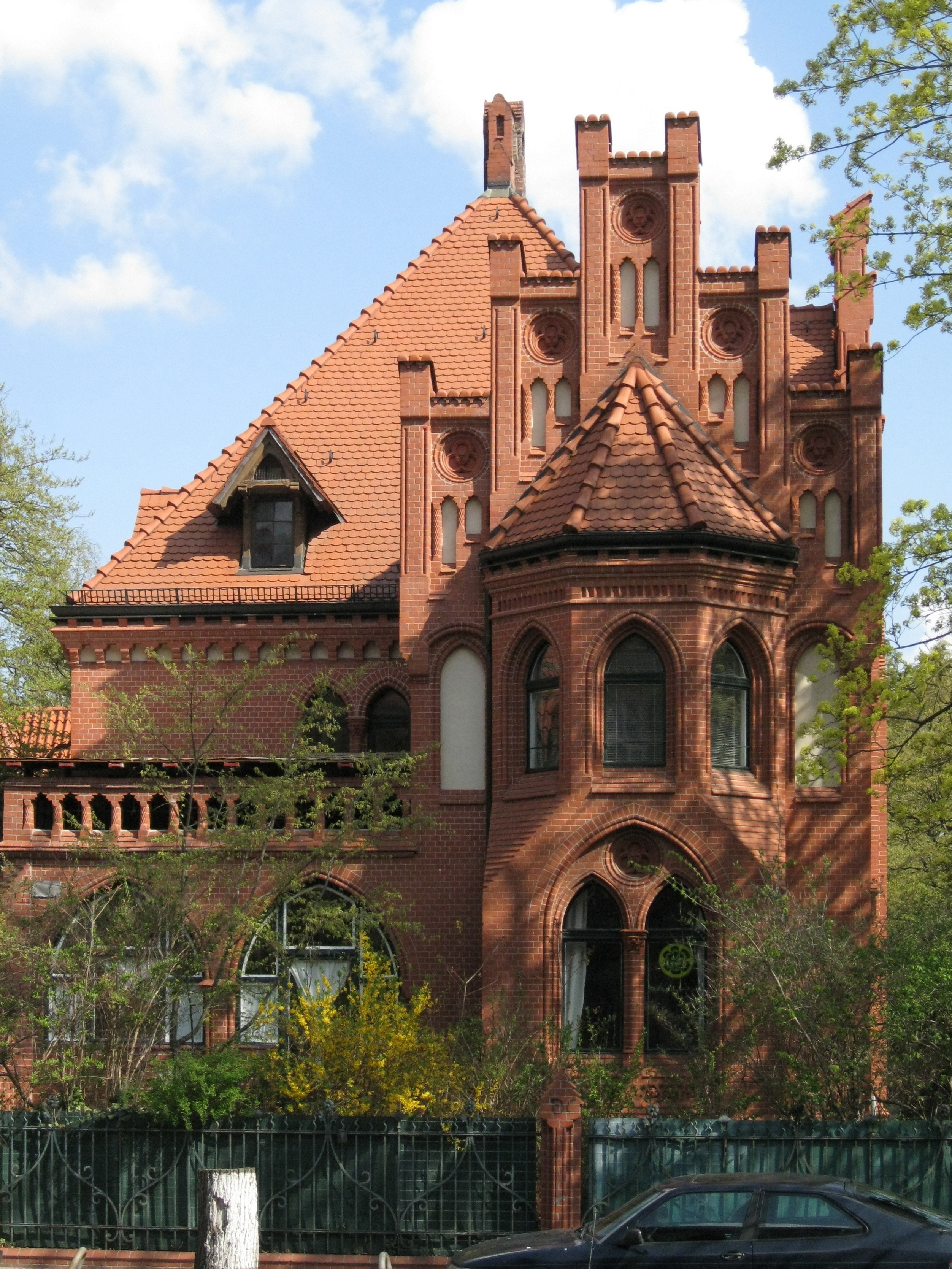
Pauluskirche Pfarrhaus

Seit 1843 führte das Konsistorium Mark Brandenburg einen Schriftwechsel mit der Potsdamer Bezirksregierung über einen Umbau der Dorfkirche Zehlendorf. Die Fundamente der Dorfkirche wurden in Hinblick auf eine kostengünstige Erweiterung untersucht, da ein Neubau zunächst abgelehnt wurde. Für die Regierung war jedoch weder Neu- noch Ausbau der Kirche dringlich, obwohl Zehlendorf 1886 über 1100 Einwohner hatte und die Dorfkirche nur rund 300 Plätze bot. 1905 bekam die Gemeinde ein Baugrundstück für eine neue Kirche von der Zehlendorfer Stifterin Sidonie Scharfe geschenkt. Die Gemeinde war jedoch mit den Kosten für einen Kirchenneubau überfordert. Nachdem der Patronatsbaufonds eine Kostenbeteiligung zugesagt hatte, wurde ein Architektenwettbewerb durchgeführt, an dem sich alle evangelischen Künstler Deutschlands beteiligen konnten. Dem Preisrichterkollegium gehörten die bekannten Architekten Johannes Otzen, Max Spitta und Ludwig von Tiedemann an. Den 1. Preis gewann der Entwurf von Hubert Stier, der damals an allen spektakulären Wettbewerben teilnahm.
Im Ersten Weltkrieg musste die Paulusgemeinde zwei der drei Bronzeglocken der Kirche als kriegswichtiges Metall abliefern. 1924 konnte die Gemeinde neue Glocken anschaffen.
Im Zweiten Weltkrieg erlitt die Kirche Beschädigungen, die nur notdürftig behoben wurden. Die zerstörten Chorfenster wurden zugemauert oder durch Glasbausteine geschlossen. Im unbeschädigten Pfarrhaus fand am 7. Mai 1945 die konstituierende Versammlung zur Wiederbegründung der Landeskirche Berlin-Brandenburg statt.
In den 1950er Jahren wurde der Kircheninnenraum dem damaligen Zeitgeschmack entsprechend umgestaltet. Hatte die innere Ausstattung zur Einweihung der Pauluskirche uneingeschränkte Bewunderung erregt, sollten nun die Stilformen des 19. Jahrhunderts beseitigt werden. 1955 wurde die kleine Taufkapelle abgerissen, das darüber liegende Chorfenster auf die Höhe der beiden anderen heruntergezogen. 1956 wurden neue Chorfenster eingesetzt. Zum Reformationstag 1959 wurde die Pauluskirche wiedereingeweiht.
Im Jahr 1988 votierte der Kreiskirchenrat Zehlendorf für die Grunderneuerung der Pauluskirche. 1989 begann die Sanierung nach Plänen des Architekten Hardy Treger, 1992 war sie beendet.

## Bauwerk
Kirche und Pfarrhaus bildeten eine architektonische Einheit. Zunächst wurde aber erst das Pfarrhaus zwischen September 1902 und September 1903 gebaut. Die Grundsteinlegung für die Kirche war erst im Oktober 1903. Die Gesamtbaukosten sollten 225.000 Mark (heute: ungefähr 1.848.000 Euro) betragen, wovon der Staat als Patron 80.000 Mark (heute: rund 657.000 Euro) leistete.
Stilistisch hat sich Stier an der Backsteingotik orientiert. Die Grundform bildet hier ein kreuzförmiger Grundriss mit geräumiger Vierung und polygonalem Chor. Entsprechend der Ecklage ist der quadratische Turm seitlich vorgelegt. Das Kirchenschiff hat ungleich breite Seitenschiffe. Das vom Hauptportal aus linke Seitenschiff, das eine Empore enthält, ist breiter und hat auch Sitzplätze, das östliche ist als Gang ausgebildet.
Der Mauerwerksbau ist mit roten Ziegeln verblendet. Die Giebel werden durch Radfenster, Maßwerkblenden, Krabben und Fialen betont. Als Haupteingang dient ein spitzbogiges Trichterportal, bekrönt mit einem Wimperg. Der Turm hat ein spitzes oktogonales Zeltdach. Die großen mit Wimperg abgeschlossenen Schallarkaden werden von Türmchen flankiert.

## Ausstattung

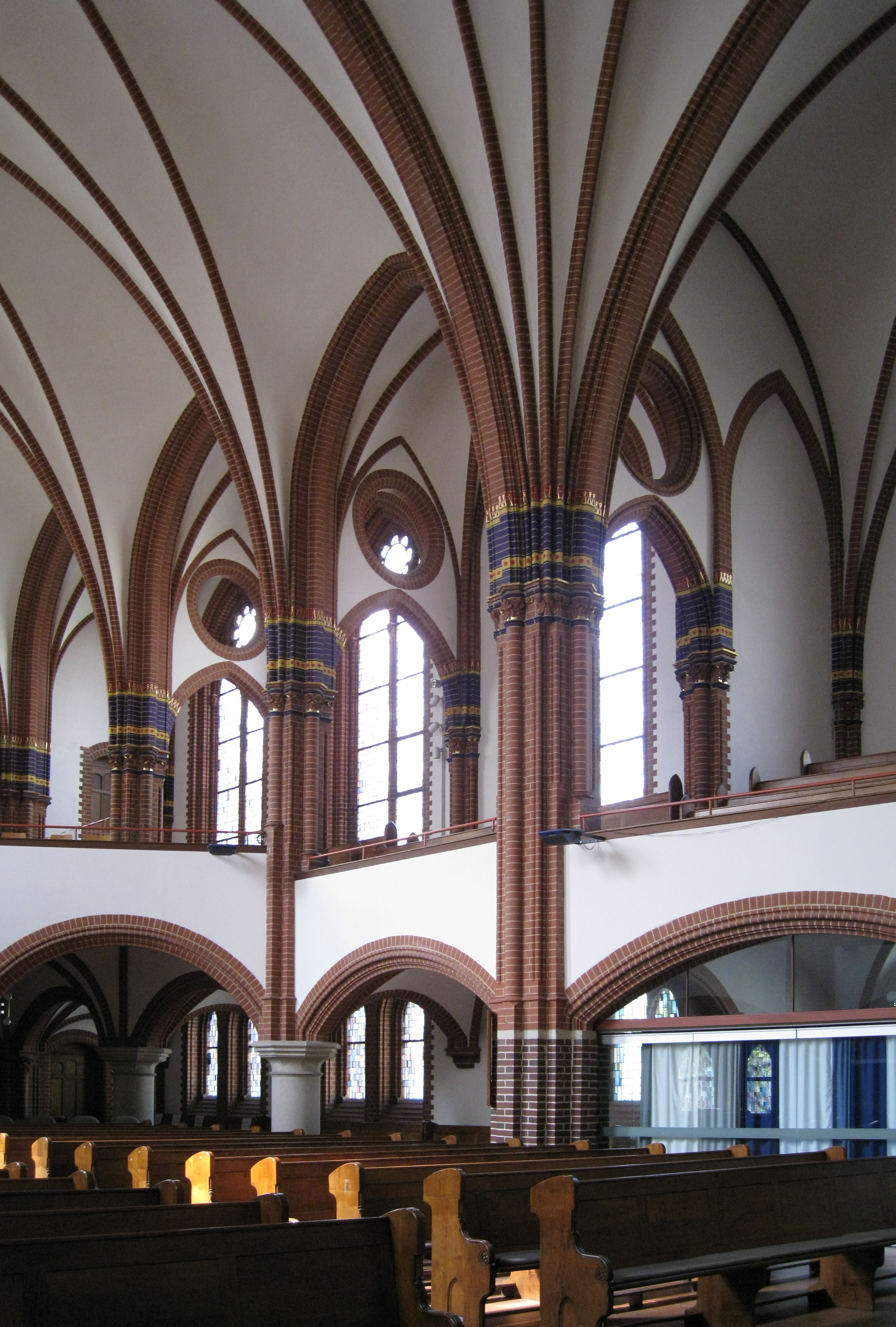
Pauluskirche Empore

Im Innern sind die Rippen und Schlusssteine der massiven Gewölbe in Ziegeln ausgeführt, die Wände sind geputzt, ebenso die Gewölbe. Die tragenden Säulen bestehen aus Granit. Hauptstück im Innern war ein reichverzierter Altar, den der Architekt selbst entworfen hatte, das größte Prunkstück war aber der große Kronleuchter mit 82 elektrischen Lampen, der fast die ganze Vierung einnahm. Die Orgel stellte Stier in den rechten Querschiffflügel, also links vom Chor. Dadurch kann von Besuchern des Gottesdienstes von der vorderen Empore über dem Eingang Altar und Kanzel am besten wahrgenommen werden. Diese Platzierung der Orgel war ausschlaggebend für den ersten Preis des Wettbewerbs. Nach 1920 wurde die Orgel vom Querschiff auf die Empore über dem Eingang umgesetzt.
Für die Umbauten in den 1950er Jahren wurde Werner Gabler, der sich in Fragen der Bauakustik einen Namen gemacht hatte, leitender Architekt. Unter dem Vorwand technischer Notwendigkeiten wurde die Pauluskirche fast vollständig ausgeweidet. Der Innenputz und alle Malereien wurden abgeschlagen, die Kirchenbänke von ihren Verzierungen befreit, Kanzel und Altar entsorgt. An den Brüstungen der Emporen wurden Akustikplatten angebracht, die für einen guten Klang sorgen sollten. Ein steinerner Altartisch wurde in die Mitte des Chores gestellt, ein Taufbecken vor die Chorstufen. Im Anschluss daran wurden die während des Zweiten Weltkrieges eingeschmolzenen Glocken ersetzt. 1969 wurde die große Walcker-Orgel eingebaut, die die Innenseite der Rosette verdeckte.
Im Jahr 1990 war eine vollständige Außen- und Innensanierung fällig. Der Innenraum sollte seine ursprüngliche Gestalt möglichst zurückerhalten, es sollte aber die Verkleinerung der Gemeinde berücksichtigt werden. Architekt war Hardy Treger.
Die Ziegelkonstruktion wurde gereinigt und der gesamte Innenraum einheitlich verputzt. In die Vierung wurde wieder ein zweistufiger Radleuchter gehängt. Dieser ist inzwischen abgestürzt und nicht wieder ersetzt worden. Unter den Seitenemporen wurden mit Glasschiebewänden Gruppenräume geschaffen. Zur vielfältigen Nutzung des Kirchenraumes wurden Altar, Taufe und Kanzel bewegbar gestaltet.

## Glocken
Das Geläut der Kirche besteht aus drei Bronzeglocken.
| Glocke | Gießer                  | Gießjahr | Schlagton | Gewicht | Durchmesser | Höhe   | Inschrift |
| ------ | ----------------------- | -------- | --------- | ------- | ----------- | ------ | --- |
| 1      | Petit & Gebr. Edelbrock | 1960     | e′        | 1180 kg | 123 cm      | 101 cm | HERR, GOTT DU BIST UNSERE ZUFLUCHT FÜR UND FÜR. – PSALM 90                                                      |
| 2      | Franz Schilling         | 1948     | g′        | 0490 kg | 097 cm      | 077 cm | NACH 1904 UND NACH 1924 ERNEUT GEGOSSEN IN DEUTSCHLANDS NOTZEIT A. D. 1948 VON FRANZ SCHILLING SOEHNE IN APOLDA |
| 3      | Petit & Gebr. Edelbrock | 1960     | a′        | 0450 kg | 091 cm      | 075 cm | UND JAUCHZET DEM HERRN ALLE WELT. – PSALM 100                                                                   |

Die Vorgängerglocken waren sowohl im Ersten Weltkrieg als auch im Zweiten Weltkrieg eingeschmolzen worden.

## Orgeln
Die Kirche verfügte über eine 1969 gebaute Orgel aus der Werkstatt E. F. Walcker & Cie. Sie war eine „Universalorgel“, deren Stimmumfang eine große Breite an Orgelmusik – sowohl für Bach- als auch für Reger-Kompositionen – ermöglichen sollte. Sie versagte im Jahr 2005 mitten in einem Konzert ihren Dienst. Das Instrument wurde abgebaut und an die Philharmonie im russischen Jessentuki verkauft.
Ein Orgelbauverein begann, Benefizkonzerte in dem Gotteshaus zu veranstalten, deren Erlöse eine Neuanschaffung ermöglichten. Außerdem finanzierte die Lottostiftung einen Teil und zahlreiche Privatpersonen traten als Spender auf. Von den benötigten 1,5 Millionen Euro fehlten im September 2013 noch 130.000 Euro, für die weitere Spender und Paten gesucht wurden.
In Abstimmung mit den Professoren Paolo Crivellaro und Leo van Doeselaar der Universität der Künste Berlin und dem Orgelsachverständigen Michael Bernecker ließ die Gemeinde unter der Leitung ihres Kirchenmusikers Cornelius Häußermann zwei Orgeln mit jeweils eigenständigem Klangprofil bauen. Die Installation der neugebauten Instrumente erfolgte ab 2011 und wurde im Oktober 2013 abgeschlossen. Am 20. Oktober 2013 wurden beide Orgeln in einem Gottesdienst durch Bischof Wolfgang Huber eingeweiht.
Die Orgelempore bietet wieder Platz für Aufführungen mit Chor und Orchester. Dies ist gerade für Aufführungen von Kantaten im Gottesdienst von Bedeutung. In Zusammenarbeit mit der Berliner Bach-Gesellschaft werden regelmäßig Konzerte mit den neuen Orgeln durchgeführt. Außerdem werden die Orgeln für den Musikunterricht und Prüfungen der Universität der Künste genutzt. 

### Symphonische Orgel
Eine dreimanualige Orgel wurde von der Firma Karl Schuke Berliner Orgelbauwerkstatt auf der Südempore errichtet. Sie soll konzertante und liturgische Anforderungen erfüllen und steht in französisch-symphonischer Tradition. An den Werken Aristide Cavaillé-Colls orientiert, ist sie insbesondere für romantische Kompositionen geeignet. Sie passt sich der Innenarchitektur an, indem die vormals verdeckte Rosette des Kirchturms auf der Südseite des Kirchenraums voll zur Geltung kommt. Die Orgel verfügt über 44 klingende Register und zwei Extensionen. Die insgesamt 2673 Pfeifen sind auf drei Manuale und Pedal verteilt. Récit und Positif sind schwellbar.
| I Grand Orgue C–a3 |     |
| Bourdon            | 16′ |
| Montre             | 08′ |
| Bourdon            | 08′ |
| Flûte harmonique   | 08′ |
| Gambe              | 08′ |
| Prestant           | 04′ |
| Flûte              | 04′ |
| Doublette          | 02′ |
| Plein Jeu V        | 02′ |
| Cornet V (ab f0)   |     |
| Bombarde           | 16′ |
| Trompette          | 08′ |
| Clairon            | 04′ |

| II Positif expressif C–a3 |        |
| Diapason                  | 8′     |
| Bourdon                   | 8′     |
| Flûte harmonique          | 8′     |
| Salicional                | 8′     |
| Dulciane                  | 4′     |
| Flûte octaviante          | 4′     |
| Nazard                    | 2 ⁄3′  |
| Doublette                 | 2′     |
| Tierce                    | 1 3⁄5′ |
| Trompette                 | 8′     |
| Clarinette                | 8′     |
| Tremblant                 |        |

| III Récit expressif C–a3 |     |
| Bourdon                  | 16′ |
| Cor de nuit              | 08′ |
| Viole de Gambe           | 08′ |
| Voix céleste (ab c0)     | 08′ |
| Flûte douce              | 04′ |
| Viole d’amour            | 04′ |
| Octavin                  | 02′ |
| Basson                   | 16′ |
| Trompette harmon.        | 08′ |
| Hautbois                 | 08′ |
| Voix humaine             | 08′ |
| Clairon harmon.          | 04′ |
| Tremblant                |     |

| Pédal C–f1     |     |
| Soubasse       | 32′ |
| Contrabasse    | 16′ |
| Soubasse       | 16′ |
| Basse (Ext.)   | 08′ |
| Bourdon (Ext.) | 08′ |
| Flûte          | 04′ |
| Bombarde       | 16′ |
| Trompette      | 08′ |

- Koppeln:
  - Normalkoppeln

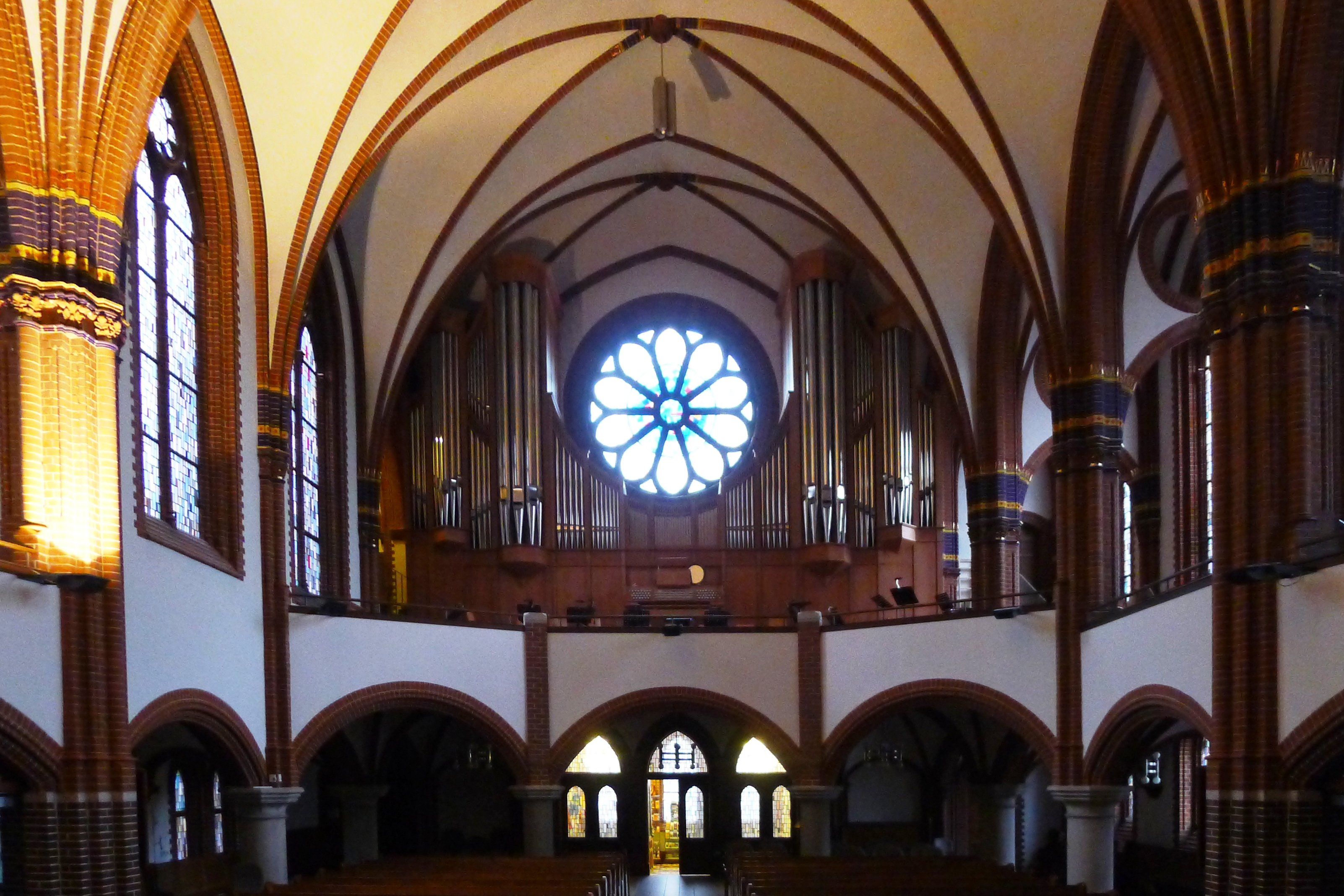
Schuke-Orgel

  - Elektrische Koppeln: III 16′, II 4′, II 16′, III P 4′, I 16′
- Spielhilfen: Setzer/Cavaillé-Coll (Appels)

### „Bach“-Orgel
Die große Orgel wird durch eine kleinere von Rowan West ergänzt, die auf der Seitenempore ihren Platz erhielt. Sie lehnt sich an die Tradition mitteldeutscher Barockorgeln von Gottfried Silbermann und Tobias Heinrich Gottfried Trost an, ohne ein bestimmtes Instrument zu kopieren, und ist insbesondere für die Darstellung der Orgelwerke Johann Sebastian Bachs konzipiert. Die Orgel ist „wohl temperiert“ gestimmt und verfügt über 23 Register sowie zwei Continuo-Register in niedrigerem Orgelton mit insgesamt 1577 Pfeifen. Die Disposition lautet wie folgt:

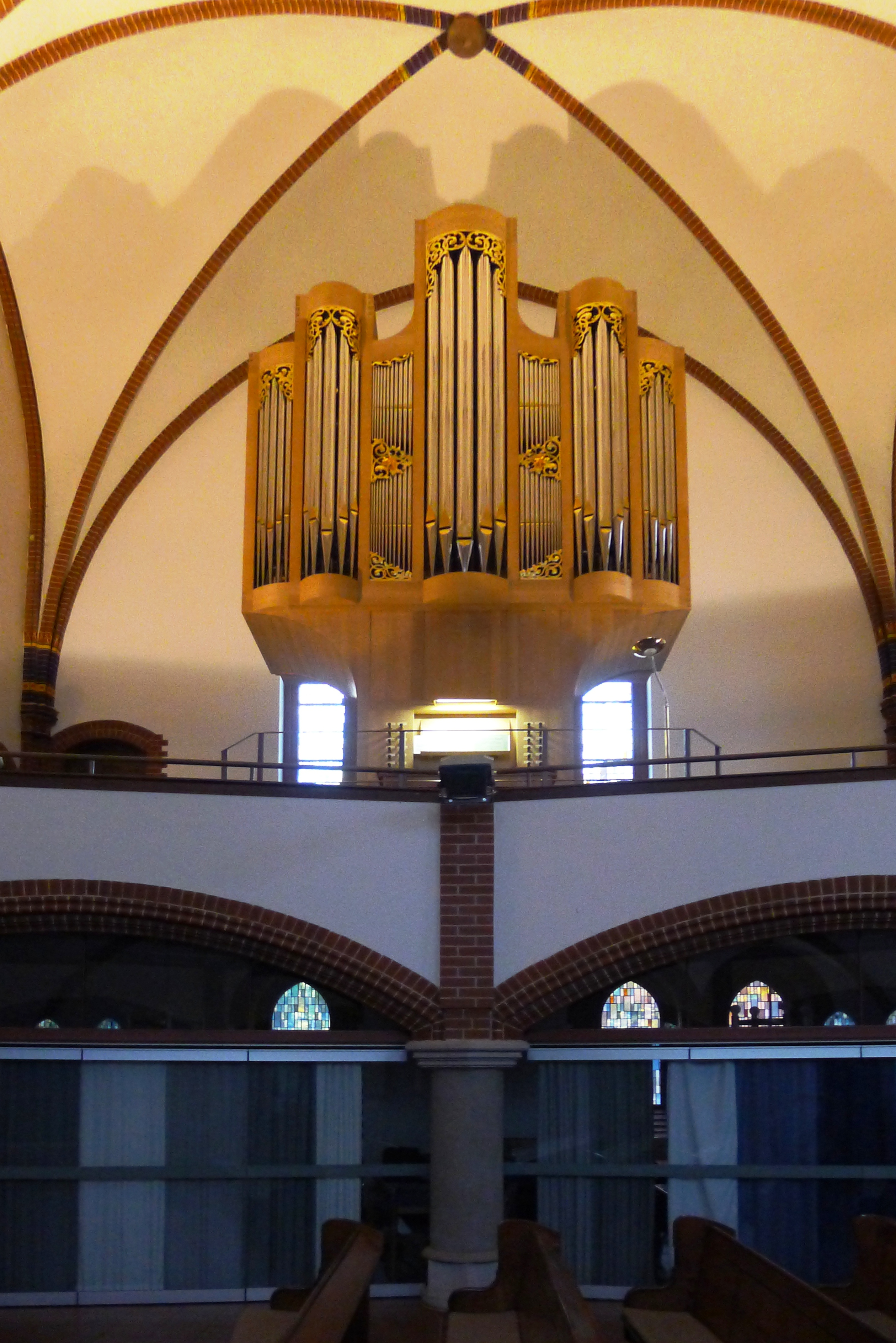
Orgel von Rowan West

| I Hauptwerk C–g3 |        |
| Bourdon          | 16′    |
| Principal        | 08′    |
| Hohlflöte        | 08′    |
| Kammergedeckt    | 08′    |
| Viola da Gamba   | 08′    |
| Octave           | 04′    |
| Spitzfloit       | 04′    |
| Kammerflöte      | 04′    |
| Octave           | 02′    |
| Mixtur IV–VI     | 01 ⁄3′ |
| Fagott           | 16′    |

| II Positiv C–g3 |         |
| Gedeckt         | 08′     |
| Quintadena      | 08′     |
| Octave          | 04′     |
| Rohrfloit       | 04′     |
| Nasat           | 03′     |
| Octave          | 02′     |
| Tertia          | 01 3⁄5′ |
| Cimbel III      |         |
| Dulcian         | 08′     |

| Pedal C–f1        |     |
| Subbass (ab c0)   | 16′ |
| Octavbass (ab c0) | 08′ |
| Octave            | 04′ |
| Posaune           | 16′ |
| Trompete          | 08′ |

- Koppeln: II/I, I/P, II/P
- Nebenregister: Tremulant
- Stimmung:
  - Höhe a1 = 440 Hz (bis auf zwei Continuo-Register)
  - Wohltemperierte Stimmung (Bach/Barnes)

______________
Anmerkungen
1. 1 2  als Continuo-Register (a1 = 415 Hz)
2. ↑  aus Holz, C–H gemeinsam mit Bourdon 16′ (Hauptwerk), ab c eigenständig
3. ↑  C–H gemeinsam mit Principal 8′ (Hauptwerk), ab c eigenständig